# Dauh Puri Kaja
Dauh Puri Kaja is een bestuurslaag in het regentschap Denpasar van de provincie Bali, Indonesië. Dauh Puri Kaja telt 14.965 inwoners (volkstelling 2010).